# NOWnews今日新聞
今日新聞為臺灣一綜合性網路通俗新聞網站，於2008年4月正式上線，最大股東為遊戲橘子及信義房屋。

## 沿革
2008年4月1日，東森電視出售價值新臺幣數千萬元的東森新聞報資產設備給中華聯合電訊集團（今中華聯合集團）旗下公司「中華聯合數位映像股份有限公司」，中華聯合數位映像以東森新聞報相關資源成立NOWnews今日新聞（出售資產的東森集團於2011年另行成立ETtoday新聞雲）。
2009年，中華聯合數位映像成立「今日傳媒股份有限公司」，經營NOWnews今日新聞。
2015年3月，NOWnews今日新聞總部由臺北市內湖區瑞光路550號搬遷至臺北市內湖區堤頂大道二段407巷32號4樓。
2015年8月，NOWnews今日新聞 獲得遊戲橘子投資，成為遊戲橘子集團成員之一，集團執行長劉柏園表示，期望借重NOWnews的影響力，創造社群互動新價值。
2015年9月，NOWnews今日新聞因廣告案涉嫌違反化粧品衛生管理條例第24條，被衛福部食品藥物管理署處分結案。
2015年10月，NOWnews今日新聞因為前員工阿凱（化名）受訪揭露編輯台一天要求每人發 8 則新聞，「數量和時效取代了品質」，引發社會討論媒體亂象來源。
2015年10月，NOWnews今日新聞（今日傳媒） 成為唯一特許在中國大陸全境可以合法落地的境外網路媒體，正式成為統媒。主因是母公司NDMT（NowNews Digital Media Technology）將與北京新同瀛文化傳播公司共組國際傳媒集團。
2016年3月，NOWnews今日新聞（今日傳媒） 的母公司 NDMT（NOWnews Digital Media Technology Co. Ltd.）於24日宣佈對中國北京新同瀛文化傳播公司投資3千萬美金共同發展媒體業務，並拓展中國大陸的網路影片市場。
2017年8月，NOWnews今日新聞經營持續虧損，新聞部門2個月連續裁員17人，並有多人被調整職務，不少記者當天被告知停止上班與資遣。
2017年9月，合併有近60年歷史的英文中國郵報(The China Post)，並將其網址更換為https://chinapost.nownews.com （页面存档备份，存于），並著手經營已有17年歷史之Discover Taiwan 「看見台灣」雙語（英、中）雜誌，並將原有特刊形式，轉為季刊方式發行，每季發行共3萬本。
2018年7月，NOWnews今日新聞因廣告案涉嫌違反藥事法第65條，被衛福部食品藥物管理署處分結案。
2018年11月，今日傳媒（NOWnews今日新聞）獲中華人民共和國特許，在北京台灣會館承辦和主持兩岸媒體分享會，中國的人民日報、新華社、中央電視台，以及台灣中央社、中國時報、聯合報、東森、TVBS、NOWnews等近50家媒體代表出席。
2018年12月，將原由陶晶瑩經營之女性話題網站「姊妹淘」併入NOWnews服務中。
2019年1月，NOWnews今日新聞搬遷至臺北市內湖區瑞湖街160號3樓，此為遊戲橘子資產。
2019年10月，遊戲橘子改組NOWnews今日新聞後，自2019年10月25日起每年舉辦修憲論壇，主張修改五權憲法，廢除考監，訴求現行憲法是「祖母睡衣」，結合青少年學生，與支持修憲的政治人物共同推動，希望改變台灣國家體制，身兼民進黨主席的蔡英文總統，也出席致詞表達支持。
2020年7月28日，NOWnews今日新聞發布中華民國前總統李登輝「過世」的錯誤新聞，之後台灣團結聯盟、李登輝重要幕僚王燕軍相繼於7月29日凌晨否認李登輝過世，指出這是假消息（Fake news）。NOWnews今日新聞 於數小時後道歉，把消息指向「系統被駭客入侵」，並把該新聞下架。不過眼尖網友質疑「駭客除駭進系統，還幫忙發布新聞，實令人費解」。之後，李登輝於7月30日晚間19時24分過世。
2021年8月24日，NOWnews今日新聞報導「國民黨智庫介入黨內主席選舉，對候選人朱立倫、江啟臣實施民調」，國民黨智庫嚴正聲明，強調絕無此事，指出這是錯誤報導、不實揣測。
2022年4月，NOWnews今日新聞前董事長林上紘等人因涉及「真好玩」手遊上億元掏空案，遭新北地檢署指揮法務部調查局兵分13路搜索。
2022年6月14日，NOWnews今日新聞的大股東遊戲橘子，被遊戲實況主丁特控訴其《天堂M》涉嫌欺騙玩家，他花了170萬元竟拿不到寶物，呼籲政府應制定「轉蛋法」保障玩家權益。公平會調查屬實後，開罰遊戲橘子200萬元，成為國內因機率不實被開罰首例。行政院消保會7月15日修正草案，規定整體商機高達800億元的手遊業者們，必須公布轉蛋中獎機率，違者最高罰50萬元。
2022年10月13日，NOWnews今日新聞前董事長莊立平等人，被調查局查出透過投資「牛樟芝可治療癌症」的直銷手法，長期向群眾吸金30億元，經搜索約談14人後，依違反銀行法移送台北地檢署偵辦。媒體人涉案，震驚業界。

## 中國大陸封鎖
依據GreatFire測試，該網站目前在中國大陸被當局的網墻封鎖，當地網民無法正常訪問該網站。
斷續的封鎖最早記錄於2012年。但在2015年10月，NOWnews今日新聞（今日傳媒） 曾是唯一特許在中國大陸全境可以合法落地的境外網路媒體，之後從2019年1月或更早起轉變為被封鎖。

## 外部連結
- 爆卦！NOWnews今日新聞網站被駭.PTT Gossiping 批踢踢八卦板Facebook.2020-07-28
- NOWnews 今日新聞
  - NOWnews 今日新聞的Facebook專頁
  - （已荒廢停於2022/5/31）NOWnews 今日新聞（台湾网络媒体NOWnews）的新浪微博
  - NOWnews 今日新聞的Instagram帳戶
  - YouTube上的NOWnews頻道
  - 台灣公司資料 （页面存档备份，存于）
- babyou _ 姊妹淘 （页面存档备份，存于）
  - 姊妹淘的Facebook專頁
  - 姊妹淘的Instagram帳戶
  - YouTube上的姊妹淘 babyou.com頻道